# Sonny Rollins
Theodore Walter „Sonny“ Rollins (* 7. září 1930 New York) je americký jazzový saxofonista, držitel několika cen Grammy. Je považován za jednoho z nejdůležitějších a nejvlivnějších hudebníků postbebopové éry. Svou dlouhou a plodnou hudební kariéru začal už ve svých jedenácti, s Theloniem Monkem – legendou jazzového piana. Mnoho jeho skladeb (jako např. „St. Thomas“, „Oleo“, „Doxy“ nebo „Airegin“) se stalo jazzovými standardy.
I v současnosti ve svých skoro devadesáti letech stále čile koncertuje a nahrává, přežil tak spoustu svých vrstevníků jakými byli např. John Coltrane, Miles Davis, Max Roach či Art Blakey, s každým z nich také nahrával. V roce 1973 byl uveden do Jazz Hall of Fame prestižního amerického jazzového časopisu Down Beat a v roce 1983 získal ocenění NEA Jazz Masters.
V roce 1982 vystoupil v Paláci Lucerna v Praze. V říjnu 2012 na stejném místě vystoupil znovu.

## Vyznamenání
- Čestný kříž Za vědu a umění I. třídy (2009, Rakousko)[2]